# SN 1955H
SN 1955H – supernowa odkryta 16 kwietnia 1955 roku w galaktyce A111048+0256. W momencie odkrycia miała maksymalną jasność 18,80m.